# ラフマニノフ ある愛の調べ
『ラフマニノフ ある愛の調べ』（ラフマニノフ あるあいのしらべ、Ветка сирени、英語: Lilacs）は、2007年のロシア・ルクセンブルク合作の伝記映画。
ロシアの作曲家・ピアニストであるセルゲイ・ラフマニノフ（1873年 - 1943年）の生涯を、3人の女性との関係を通して描いている。

## ストーリー
ロシア革命を逃れてアメリカに亡命したラフマニノフは全米各地を演奏して回り、ピアニストとして大成功を収めるが、その一方で、作曲活動が進まない焦燥感と祖国への望郷の念から精神的に不安定な状態に陥る。そんな彼のもとに、送り主不明のライラックの花束が届けられる。

## キャスト
セルゲイ・ラフマニノフ
演 - エフゲニー・ツィガノフ、吹替 - 谷昌樹
ロシア出身のピアニストで作曲家。ロシア革命を逃れて家族でアメリカに亡命する。
ナターシャ
演 - ヴィクトリア・トルストガノヴァ、吹替 - 込山順子
セルゲイの従姉妹。セルゲイを常に支え、後に妻となる。
アンナ
演 - ヴィクトリア・イサコヴァ、吹替 - ちふゆ
セルゲイの年上の恋人。セルゲイが「交響曲第1番」を捧げた相手。
マリアンナ
演 - ミリアム・セホン、吹替 - 根本圭子
セルゲイの教え子。セルゲイと深い仲になり、「ピアノ協奏曲第2番」を生むきっかけを与える。
後に革命の闘士となってセルゲイと再会し、セルゲイらの亡命を密かに助ける。
スタインウェイ
演 - アレクセイ・コルトネフ、吹替 - ふくまつ進紗
セルゲイの全米ツアーのスポンサー。
ニコライ・ズヴェーレフ
演 - アレクセイ・ペトレンコ
セルゲイの師。セルゲイに作曲を禁じる。